# Romolo (nome)
Romolo  è un nome proprio di persona italiano maschile.

## Varianti
- Maschili
  - Alterati: Romolino[3]
- Femminili: Romola[3][4]
  - Alterati: Romolina[3]

### Varianti in altre lingue
- Basco: Erromul[5]
- Catalano: Ròmul[5]
- Inglese: Romulus[6]
- Latino: Romulus[2]
- Rumeno: Romulus[2]
- Portoghese: Rômulo[2], Rómulo[2]
- Spagnolo: Rómulo[2][5]
- Ungherese: Romulusz

## Origine e diffusione

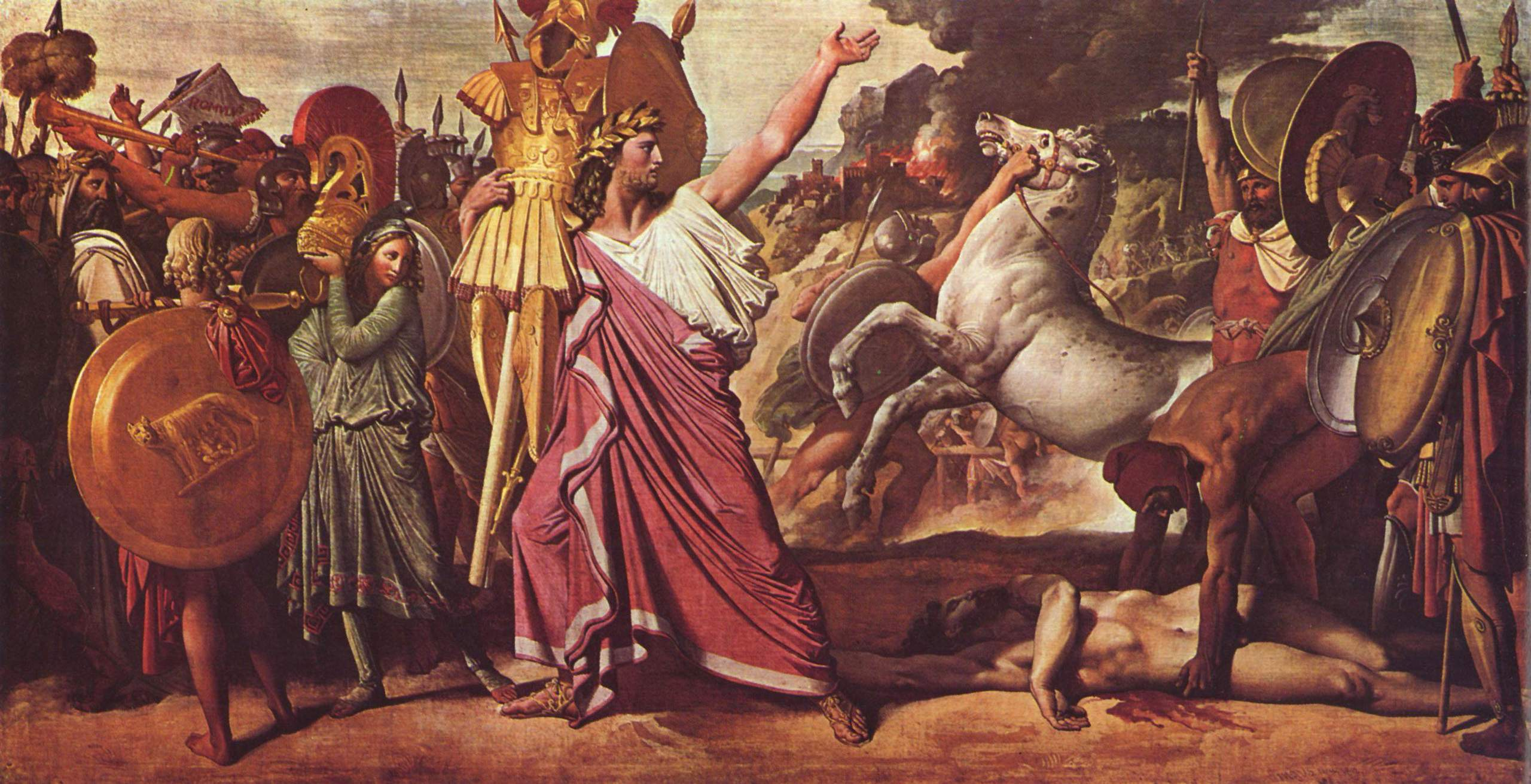
Romolo vincitore di Acrone, di Jean Auguste Dominique Ingres

Si tratta di un nome di tradizione classica, portato da Romolo, leggendario fondatore della città di Roma assieme al fratello gemello Remo; curiosamente, forse per rispetto verso questa figura, il nome era scarsamente usato in epoca classica, e comincia ad apparire con più frequenza soltanto con l'avvento del cristianesimo, e poi maggiormente durante l'Umanesimo.
Etimologicamente, continua il latino Romulus; se gli antichi ritenevano che egli avesse dato il suo nome alla città di Roma, fra gli studiosi moderni è invece diffusa l'ipotesi che sia l'esatto contrario, e che quindi Romulus voglia dire "di Roma". Va però notato che esisteva anche una gens Romilia, che abitava in terra etrusca sulle rive del Tevere; il nome potrebbe quindi essere riferito a questa gens, oppure potrebbe avere direttamente origini etrusche, risultando così indecifrabile.
In Italia è diffuso in parte grazie al culto di vari santi, e in parte come ripresa del nome del fondatore di Roma; negli anni settanta era attestato in tutto il territorio, ma maggiormente in Toscana e soprattutto in Lazio, con circa ventiseimila occorrenze.

## Onomastico
L'onomastico si può festeggiare in memoria di più santi, alle date seguenti:
- 17 febbraio, san Romolo, martire a Concordia o a Portogruaro sotto Diocleziano con altri ottanta compagni[1][7]
- 24 marzo, san Romolo, martire a Cesarea marittima sotto Diocleziano assieme ad altri compagni[1][7][8]
- 24 marzo, san Romolo, fratello di san Secondo, martire in Mauretania[1][7]
- 27 marzo, san Romolo, abate benedettino di St-Baudile, presso Nîmes[7][8]
- 6 luglio, san Romolo, discepolo di san Pietro, primo vescovo di Fiesole, martire con altri compagni sotto Domiziano[1][5][7][8]
- 21 agosto, san Romolo, martire a Cividale del Friuli[1]
- 23 luglio, santa Romola, vergine romana[1][9]
- 5 settembre, san Romolo, prefetto sotto Traiano, martire[1][7][8]
- 16 settembre, san Romolo, diacono, venerato ad Atripalda[8]
- 13 ottobre, san Romolo, vescovo di Genova[1][7][8]
- 1º novembre, san Romolo, sacerdote e abate presso Bourges[8]
- 25 dicembre, san Romolo, missionario e abate presso Berry[1][7]
- 28 dicembre, san Romolo, convertito da san Patrizio, vescovo ed evangelizzatore dell'isola di Man[7]

## Persone
- Romolo Augusto, imperatore romano
- Romolo Amaseo, umanista italiano

Romolo Caggese

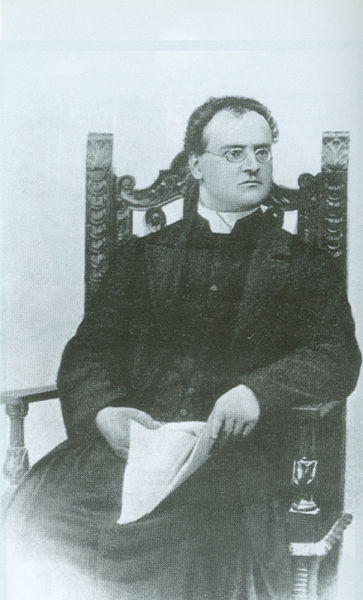
Romolo Murri

- Romolo Bacchini, regista, musicista, attore e poeta italiano
- Romolo Balzani, cantautore e attore italiano
- Romolo Bizzotto, calciatore e allenatore di calcio italiano
- Romolo Caggese, storico italiano
- Romolo Costa, attore e doppiatore italiano
- Romolo Garroni, direttore della fotografia e operatore cinematografico italiano
- Romolo Gessi, geografo, esploratore e militare italiano
- Romolo Griffini, medico e patriota italiano
- Romolo Manissero, aviatore e militare italiano
- Romolo Murri, presbitero e politico italiano
- Romolo Polacchini, ammiraglio italiano
- Romolo Spezioli, medico italiano
- Romolo Valli, attore italiano
- Romolo Venucci, pittore e scultore italiano

### Varianti maschili
- Rómulo D. Carbia, storico argentino
- Romulus Gabor, calciatore e allenatore di calcio rumeno
- Rómulo Gallegos, politico e scrittore venezuelano

### Variante femminile Romola
- Romola Garai, attrice britannica
- Romola Remus, attrice statunitense

## Il nome nelle arti
- Romolo è un personaggio fra i protagonisti della serie cinematografica del neorealismo rosa comprendente i film Poveri ma belli (1957), Belle ma povere (1957) e Poveri milionari (1958), tutti per la regia di Dino Risi.
- Romolo Catenacci è un personaggio del film del 1974 C'eravamo tanto amati, diretto da Ettore Scola.
- Romolo Mazzatella è un personaggio del film del 1976 Brutti, sporchi e cattivi, diretto da Ettore Scola.
- Romolo Proietti è un personaggio del film del 1955 Il segno di Venere, diretto da Dino Risi.